# We Have Come for Your Children
We Have Come for Your Children es el segundo álbum de estudio de la banda estadounidense de punk rock Dead Boys, grabado y lanzado en 1978 a través de la compañía discográfica Sire Records.

## Lista de canciones
1. "3rd Generation Nation" (Stiv Bators) – 2:35
2. "I Won't Look Back" (Jimmy Zero) – 2:16
3. "(I Don't Wanna Be No) Catholic Boy" (Stiv Bators) – 2:42
4. "Flame Thrower Love" (Bators, Zero) – 2:03
5. "Son of Sam" (Jimmy Zero) – 5:10
6. "Tell Me" (Mick Jagger, Keith Richards) – 2:37
7. "Big City" (Kim Fowley, Steven T.) – 3:03
8. "Calling on You (Bators, Cheetah Chrome, Zero) – 3:29
9. "Dead and Alive" (Bators, Chrome) – 1:48
10. "Ain't It Fun" (Chrome, Peter Laughner) – 4:34

## Personal
- Stiv Bators - voz
- Jimmy Zero - guitarra, coros
- Johnny Blitz - batería
- Cheetah Chrome - guitarra, coros
- Jeff Magnum - bajo
- Felix Pappalardi - coros
- Dee Dee Ramone - coros
- Joey Ramone - coros

## Versiones
- La banda de punk rock Electric Frankenstein versionó "3rd Generation Nation" en su álbum Annie's Grave'.
- Guns N' Roses versionó Ain't It Fun en su álbum The Spaghetti Incident?.